# Ed Buck
Edward Bernard Peter Buck (sinh Buckmelter, 24 tháng 8 năm 1954) là một doanh nhân người Mỹ, nhà hoạt động chính trị LGBTQ và người gây quỹ chính trị Dân chủ. Là một cựu người mẫu và diễn viên, ông kiếm được một số tiền đáng kể khi điều hành và bán công ty dịch vụ dữ liệu Gopher Courier. Ông bắt đầu tham gia chính trị sau cuộc bầu cử Evan Mecham làm Thống đốc Arizona năm 1986;  Buck, một người gốc Arizona, dẫn đầu nỗ lực triệu hồi ông khỏi văn phòng do sự phân biệt chủng tộc và tham nhũng của Mecham, kết thúc trong luận tội của Mecham bởi Thượng viện Arizona vào năm 1988 trên cơ sở các cáo buộc khác nhau, bao gồm cả việc lạm dụng các quỹ của chính phủ, trước khi một cuộc bầu cử có thể bị thu hồi xảy ra  Kinh nghiệm này đã khiến Buck thay đổi liên kết đảng từ đảng Cộng hòa sang Dân chủ, và từ đó ông đã quyên góp rất nhiều cho các chính trị gia Dân chủ. Năm 2007, ông đã thực hiện một chiến dịch không thành công cho hội đồng thành phố West Hollywood, California.
Hai người đàn ông người Mỹ gốc Phi đã được phát hiện đã chết trong nhà của Buck Hollywood West từ năm 2017 do dùng ma túy quá liều. Một số báo cáo chỉ ra rằng Buck có tiền sử đưa đàn ông Mỹ gốc Phi đến nhà ông, nơi ông sẽ tiêm cho họ bằng methamphetamine tinh thể để thỏa mãn tình dục. Vào tháng 1 năm 2019, một liên minh gồm 50 tổ chức dân quyền đã kêu gọi thực thi pháp luật để điều tra vấn đề này. Vào ngày 17 tháng 9 năm 2019, Buck đã bị bắt và bị buộc tội với ba tội danh gây ra thương tích nghiêm trọng, quản lý methamphetamine và duy trì một nhà thuốc.

## Tuổi thơ
Ed Buck được sinh ra là Edward Bernard Peter Buckmelter vào ngày 24 hoặc 25 tháng 8 năm 1954, tại Steubenville, Ohio. Ông lớn lên ở Phoenix, Arizona, nơi ông được giáo dục tại North High School và tốt nghiệp trường Phoenix College.

## Đời tư
Buck nói với cha mẹ mình là người đồng tính khi mới 16 tuổi. Ông đổi họ của mình từ Buckmelter thành Buck năm 1981 hoặc 1983. Ông là Đại nguyên soái của cuộc thi International Gay Rodeo năm 1989. Buck trước đây sống gần Piestewa Peak ở Phoenix, Arizona. Ông đã sống ở West Hollywood, California, từ năm 1991.